# Saïd Rokbi
Saïd Rokbi (ar. سعيد الركبي; ur. 20 października 1969 w Sattat) – marokański piłkarz grający na pozycji napastnika. W swojej karierze rozegrał 10 mecze i strzelił 3 gole w reprezentacji Maroka.

## Kariera klubowa
Całą swoją karierę piłkarską Rokbi spędził w klubie Renaissance Settat. Zadebiutował w nim w 1987 roku i grał w nim do 2002 roku.

## Kariera reprezentacyjna
W reprezentacji Maroka Rokbi zadebiutował 13 stycznia 1991 w wygranym 3:1 meczu kwalifikacji do Pucharu Narodów Afryki 1992 z Wybrzeżem Kości Słoniowej, rozegranym w Rabacie. W 1992 roku był w kadrze Maroka na Igrzyska Olimpijskie w Barcelonie. W tym samym roku powołano go do kadry na Puchar Narodów Afryki 1992. Na tym turnieju zagrał w dwóch meczach grupowych: z Kamerunem (0:1) i z Zairem (1:1), w którym strzelił gola. Od 1989 do 1998 rozegrał w kadrze narodowej 10 meczów i strzelił 3 gole.